# Rakowy Las
Rakowy Las (ukr. Раків Ліс) – wieś na Ukrainie w rejonie koszyrskim obwodu wołyńskiego.
W miejscowości urodził się Karol de Beaurain – polski lekarz psychiatra i psychoanalityk.

## Historia
Pierwsza wzmianka o miejscowości pochodzi z 1665. Pod koniec XIX w. wieś w gminie Kamień Koszyrski, w powiecie kowelskim.
W czasie okupacji niemieckiej mieszkająca tutaj ukraińska rodzina Karpików udzielała schronienia Żydom. W 1995 roku Instytut Jad Waszem uhonorował za to tytułami Sprawiedliwych wśród Narodów Świata członków rodziny: Ołeksija i Irynę Karpików oraz ich synów Josypa i Stepana.